# Peter Sitt
Peter Sitt (Alemania, 7 de diciembre de 1969) es un nadador alemán retirado especializado en pruebas de estilo libre media distancia, donde consiguió ser campeón mundial en 1991 en los 4x200 metros estilo libre.

## Carrera deportiva
En el Campeonato Mundial de Natación de 1991 celebrado en Perth (Australia), ganó la medalla de oro en los relevos de 4x200 metros estilo libre, con un tiempo de 7:13.50 segundos, por delante de Estados Unidos (plata con 7:14.87 segundos) e Italia (bronce con 7:17.18 segundos).